# Saint-Germain-des-Fossés
Saint-Germain-des-Fossés là một xã trong tỉnh Allier, thuộc vùng hành chính Auvergne-Rhône-Alpes của nước Pháp, có dân số là 3686 người (thời điểm 1999).

## Nhân khẩu học
| 1962  | 1968  | 1975  | 1982  | 1990  | 1999  |
| ----- | ----- | ----- | ----- | ----- | ----- |
| 3 526 | 3 529 | 3 771 | 3 609 | 3 727 | 3 686 |